# Resolució 188 del Consell de Seguretat de les Nacions Unides
La Resolució 188 del Consell de Seguretat de les Nacions Unides, aprovada el 9 d'abril de 1964, després d'una queixa de la República Àrab del Iemen sobre un atac aeri britànic al seu territori el 28 de març, el Consell va deplorar l'acció a Harib, així com almenys 40 altres atacs que s'havien produït en aquesta zona. L'Imperi Britànic (Regne Unit) també s'havia queixat que Iemen havia violat l'espai aeri de la Federació d'Aràbia del Sud.
El Consell va demanar a la República Àrab del Iemen i al Regne Unit que exercís la màxima restricció per evitar un conflicte en el futur i va demanar al Secretari General de les Nacions Unides que utilitzés els seus bons oficis per tractar de liquidar el tema amb les parts.
La resolució va ser aprovada per nou vots contra cap, amb l'abstenció del Regne Unit i els Estats Units.